# Atlantis Motor Company
Atlantis Motor Company war ein britischer Hersteller von Automobilen.

## Unternehmensgeschichte
Michael Booth gründete 1980 das Unternehmen in Thetford in der Grafschaft Norfolk. Er begann 1982 mit der Produktion von Automobilen und Kits. Der Markenname lautete Atlantis. 1986 endete die Produktion. Insgesamt entstanden etwa 14 Exemplare. Die Formen für die Karosserien befinden sich wieder im Besitz von Michael Booth, nachdem sie einige Zeit Ronart Cars gehörten.

## Fahrzeuge
Im Angebot standen Fahrzeuge im Stil der 1930er Jahre. Neben Coupés entstanden auch einige Cabriolets, die den Modellnamen Alcaeus erhielten. Ein Sechszylindermotor vom Jaguar XJ 6 trieb die Fahrzeuge an. Lediglich ein Fahrzeug, das bei Autorennen eingesetzt wurde, erhielt einen V8-Motor von Chevrolet. Zunächst standen nur Komplettfahrzeuge zu Preisen ab 39.000 Pfund im Angebot. Später gab es das Fahrzeug auch als Bausatz.